# روسلبن
شهر روسلبن (به آلمانی: Roßleben) در ایالت تورینگن در کشور آلمان واقع شده‌است.